# Автошлях E98
Європейський маршрут Е98 — європейський автомобільний маршрут категорії А в Туреччині, що з'єднує місто Топбогазі з турецько-сирійським кордоном. Довжина маршруту — 64 км.
Маршрут Е98 проходить через міста Кірікхан, Рейханли і Джілвегьозю.
Е98 перетинається з маршрутом E91.